# Lobotos
Lobotos is een geslacht van zangvogels uit de familie rupsvogels (Campephagidae). Het geslacht telt twee soorten.

## Soorten
- Lobotos lobatus – Lelrupsvogel
- Lobotos oriolinus – Gabonrupsvogel